# Хитон, Том
То́мас Дэ́вид Хи́тон (англ. Thomas David Heaton; родился 15 апреля 1986 года в Честере, Англия), более известный как Том Хи́тон (англ. Tom Heaton) — английский футболист, вратарь английского клуба «Манчестер Юнайтед».

## Клубная карьера
Родился в городе Честер, графство Чешир. Хитон начал свою футбольную карьеру в клубе «Рексем», в котором он играл и в воротах и в центре поля. Позже он стал воспитанником академии «Манчестер Юнайтед». Сыграв 20 матчей за «Манчестер Юнайтед» (до 17 лет) в предыдущие два сезона, он подписал контракт с «Юнайтед» в качестве стажера 8 июля 2002 года. Он стал постоянным игроком команды до 17 лет в течение сезона 2002/03 и победителем молодёжного Кубка Англии, несмотря на то, что был менее приоритетным игроком, чем Люк Стил в течение всего кубкового соревнования. Он дебютировал в резервной команде в следующем сезоне, начиная с домашней победы над Бирмингем Сити (3—1) в Премьер-лиге резервных команд 2 октября 2003 года. В конце сезона 2003/04 Хитон был запасным игроком основного состава в финале Большого Кубка, где было Манчестерское дерби, «Манчестера Юнайтед» против «Манчестер Сити», и выиграл медаль победителя, не сыграв ни матча.
2 июля 2021 года Хитон вернулся в «Юнайтед» на правах свободного агента, подписав контракт до 2023 года. 8 декабря 2021 года дебютировал в основном составе «Манчестер Юнайтед» в матче группового этапа Лиги чемпионов УЕФА против «Янг Бойз», выйдя на замену Дину Хендерсону.

## Статистика выступлений
| Клуб                 | Сезон            | Лига | Лига | Кубки | Кубки | Еврокубки | Еврокубки | Прочие | Прочие | Итого | Итого |
| Клуб                 | Сезон            | Игры | Голы | Игры  | Голы  | Игры      | Голы      | Игры   | Голы   | Игры  | Голы  |
| -------------------- | ---------------- | ---- | ---- | ----- | ----- | --------- | --------- | ------ | ------ | ----- | ----- |
| Манчестер Юнайтед    | 2005/06          | 0    | 0    | 0     | 0     | 0         | 0         | 0      | 0      | 0     | 0     |
| Манчестер Юнайтед    | Итого            | 0    | 0    | 0     | 0     | 0         | 0         | 0      | 0      | 0     | 0     |
| Суиндон Таун         | 2005/06          | 14   | 0    | 3     | 0     | 0         | 0         | 2      | 0      | 19    | 0     |
| Суиндон Таун         | Итого            | 14   | 0    | 3     | 0     | 0         | 0         | 2      | 0      | 19    | 0     |
| Антверпен            | 2005/06          | 0    | 0    | 0     | 0     | 0         | 0         | 0      | 0      | 0     | 0     |
| Антверпен            | Итого            | 0    | 0    | 0     | 0     | 0         | 0         | 0      | 0      | 0     | 0     |
| Кардифф Сити         | 2008/09          | 21   | 0    | 3     | 0     | 0         | 0         | 0      | 0      | 24    | 0     |
| Кардифф Сити         | Итого            | 21   | 0    | 3     | 0     | 0         | 0         | 0      | 0      | 24    | 0     |
| Куинз Парк Рейнджерс | 2009/10          | 0    | 0    | 2     | 0     | 0         | 0         | 0      | 0      | 2     | 0     |
| Куинз Парк Рейнджерс | Итого            | 0    | 0    | 2     | 0     | 0         | 0         | 0      | 0      | 2     | 0     |
| Всего за карьеру     | Всего за карьеру | 35   | 0    | 8     | 0     | 0         | 0         | 2      | 0      | 45    | 0     |

(откорректировано по состоянию на 3 октября 2009)

### Статистика выступлений за сборную
| № | Дата           | Оппонент  | Счёт | Голы | Сухие     | Карточки | Минуты | Соревнование      |
| - | -------------- | --------- | ---- | ---- | --------- | -------- | ------ | ----------------- |
| 1 | 27 мая 2016    | Австралия | 2:1  | —    | зелёная ✓ | —        | 3'     | Товарищеский матч |
| 2 | 15 ноября 2016 | Испания   | 2:2  | -2   | —         | —        | 45'    | Товарищеский матч |
| 3 | 13 июня 2017   | Франция   | 2:3  | -2   | —         | —        | 45'    | Товарищеский матч |

Итого: сыграно матчей: 3 / сухих: 1 / пропущено голов: 4; победы: 1, ничьи: 1, поражения: 1.

## Достижения
«Бернли»
- Победитель Чемпионшипа: 2015/16

«Манчестер Юнайтед»
- Обладатель Кубка Английской футбольной лиги: 2022/23

Сборная Англии
- Бронзовый призёр Лиги наций УЕФА: 2018/19